# Jerónimo García de Quiñones
Jerónimo García de Quiñones est un architecte baroque espagnol, né le 30 septembre 1730, et mort le 13 décembre 1808 .
Il est le fils aîné d'Andrés García de Quiñones et le frère d'Antonio Cándido García de Quiñones.

## Biographie
Il a été formé par son père et a travaillé avec lui, en particulier, à la fin des travaux du Collège royal del Espíritu Santo de Salamanque, de la Compagnie de Jésus, aujourd'hui appelé La Clerecia, siège de l'université pontificale de Salamanque (1755), et sur l'hôtel de ville de la plaza Mayor.

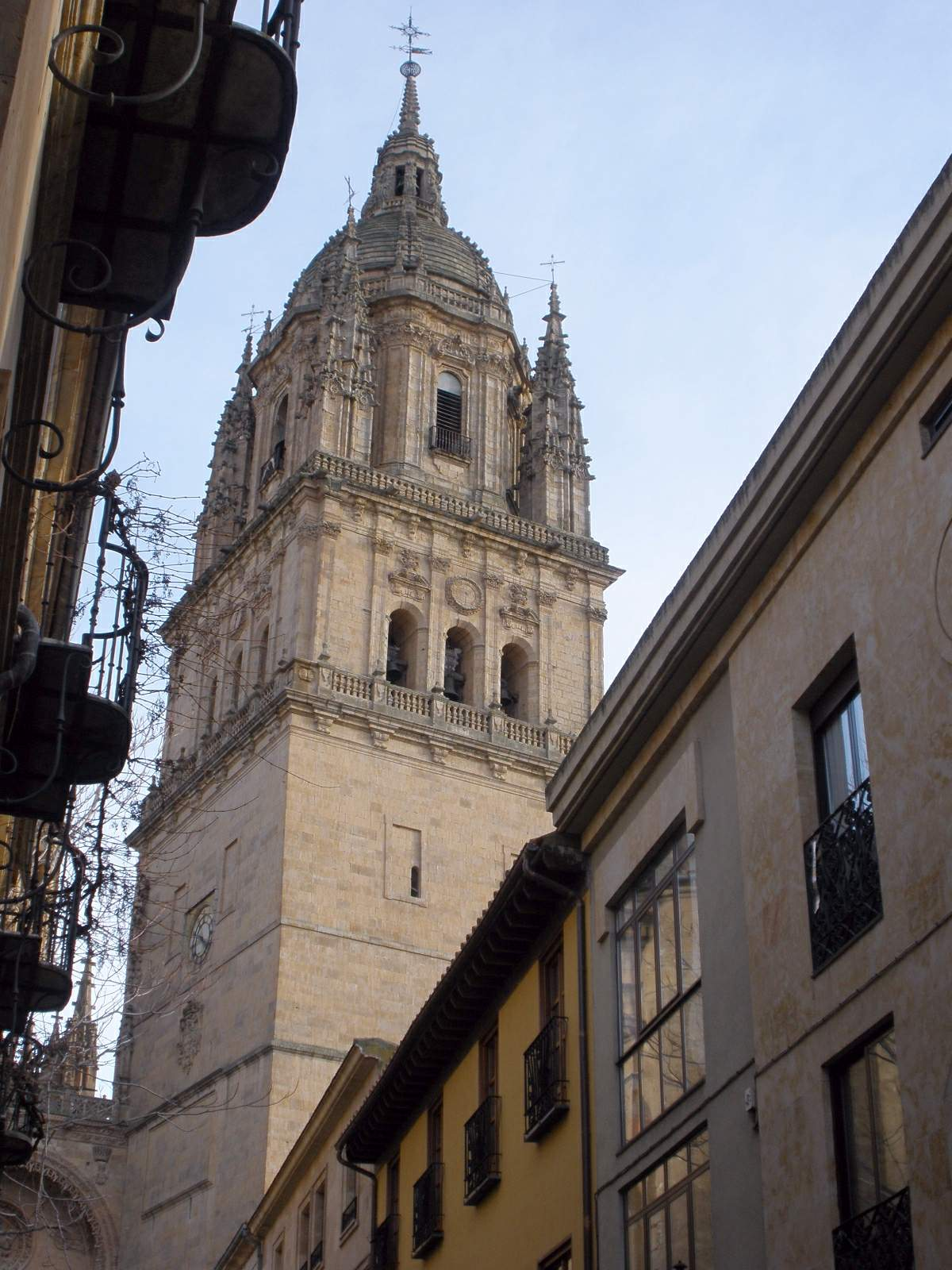
Torre de las Campanas
Nouvelle et ancienne cathédrales de Salamanque

À la suite du séisme de Lisbonne de 1755, la tour de la cathédrale située à la jonction de la vieille cathédrale de Salamanque et de la nouvelle cathédrale, appelée torre de las Campanas, ou clocher, a été gravement endommagée. La question s'est alors posée de savoir s'il fallait la démolir et la remplacer ou si une réparation était possible. Juan de Sagarvinaga, maître d'œuvre de la cathédrale, Francisco Moradillo, le père Pontones, Frère Antonio Manzanares et Ventura Rodríguez ont proposé de détruire la tour et de la reconstruire. En 1767, le chapitre a demandé l'avis de l'architecte français Baltasar Dreveton qui était intervenu pour réparer les tours des cathédrales de Cordoue et Grenade et sa solution pour éviter la démolition de la tour. Finalement sa solution de renforcement de la tour est acceptée. Dreveton a confié la charge des travaux à Jerónimo García de Quiñones et Manuel de los Rios. Les travaux ont été exécutés entre le 15 février 1768 et le 14 janvier 1771.
Il a été nommé maître d'œuvre du chapitre de la cathédrale de Salamanque, en 1772, et maître architecte de la municipalité en 1773.
Le même séisme a entraîné des destructions importantes dans le cloître de la vieille cathédrale de Salamanque qu'il a reconstruit entre 1785 et 1890.
Avec son père, il a transformé la façade du Colegio de la Magdalena (qui a été détruite par les troupes françaises en 1812), sur la démolition de la vieille tour du palais de Figueroa.
À partir de 1750, il a travaillé après Joaquín de Churriguera et Alberto de Churriguera sur le projet du Colegio de Calatrava. À l'intérieur on peut voir l'escalier claustral du patio de Garcia de Quiñones.
Il est l'architecte de la municipalité de Salamanque entre 1773 et 1805.
En 1775, il a présenté avec Simón Gabilán Tomé un projet d'agrandissement des Escuelas Mayores de Salamanque qui n'a pas été réalisé,.
Dans Sequeros il a réalisé l'église de San Sebastian et San Fabian entre 1783 et 1785.
Il s'est marié le 3 mai 1751 avec Augustina Juliana de San Miguel y Olea, fille d'un maître verrier. Seuls trois enfants ont atteint l'âge adulte.